# Lech Piasecki
Lech Piasecki (Poznań, 13 de noviembre de 1961) es un deportista polaco que compitió en ciclismo en la modalidad de ruta; aunque también disputó carreras de pista. En ambas modalidades se coronó campeón del mundo, en 1985 en ruta y en 1988 en pista.
Como amateur ganó la prueba de ruta en el Mundial de 1985. Al año siguiente se hizo profesional, y hasta que se retiró, en 1991, obtuvo cuatro victorias de etapa en el Giro de Italia.
Ganó una medalla de oro en el Campeonato Mundial de Ciclismo en Pista de 1988, en la prueba de persecución individual.

## Medallero internacional
| Campeonato Mundial | Campeonato Mundial             | Campeonato Mundial | Campeonato Mundial |
| Año                | Lugar                          | Medalla            | Competición        |
| ------------------ | ------------------------------ | ------------------ | ------------------ |
| 1985               | Giavera del Montello ( Italia) | Medalla de oro     | Ruta (A)           |

| Campeonato Mundial | Campeonato Mundial | Campeonato Mundial | Campeonato Mundial         |
| Año                | Lugar              | Medalla            | Competición                |
| ------------------ | ------------------ | ------------------ | -------------------------- |
| 1988               | Gante ( Bélgica)   | Medalla de oro     | Persecución individual (P) |

## Palmarés

### Ruta
| 1981 (como amateur) - 1 etapa del Tour de Polonia 1982 (como amateur) - 1 etapa de la Milk Race - Campeonato de Polonia de Ciclismo en Ruta - 1 etapa de la Vuelta a Renania-Palatinado - 1 etapa de la Vuelta a la Baja Sajonia 1983 (como amateur) - 2 etapas del Tour de Polonia 1984 (como amateur) - 3.º en el Campeonato de Polonia de Ciclismo en Ruta - Campeonato de Polonia de Ciclismo Contrarreloj 1985 (como amateur) - Carrera de la Paz, más 4 de etapas - Campeonato de Polonia de Ciclismo Contrarreloj - 3 etapas de la Vuelta a Renania-Palatinado - 1 etapa de la Vuelta a Austria - 1 etapa de la Settimana Ciclistica Bergamasca | 1986 - Trofeo Baracchi (con Giuseppe Saronni) - 1 etapa del Giro de Italia - Giro de la Romagna - 1 etapa del Tour de l'Aude - Florencia-Pistoia 1987 - 1 etapa de la Tirreno-Adriático 1988 - Trofeo Baracchi (con Czesław Lang) - 1 etapa del Giro de Italia 1989 - 3 etapas del Giro de Italia - Giro del Friuli - 1 etapa de la Tirreno-Adriático 1990 - Florencia-Pistoia |

### Pista
1984
- Campeonato de Polonia en Puntuación

1988
- Campeonato Mundial Persecución Individual

## Resultados en Grandes Vueltas y Campeonatos del Mundo
| Carrera         | 1986 | 1987 | 1988 | 1989 | 1990 | 1991 |
| --------------- | ---- | ---- | ---- | ---- | ---- | ---- |
| Giro de Italia  | 65.º | 53.º | 74.º | 67.º | 56.º | -    |
| Tour de Francia | -    | Ab.  | -    | -    | -    | -    |
| Vuelta a España | -    | -    | -    | -    | Ab.  | -    |
| Mundial en Ruta | Ab.  | 34.º | Ab.  | -    | -    | -    |

-: no participa